# Negeta ulula
Negeta ulula är en fjärilsart som beskrevs av Felix Bryk 1913. Negeta ulula ingår i släktet Negeta och familjen trågspinnare. Inga underarter finns listade i Catalogue of Life.